# Supernatural (álbum de Santana)
Supernatural é o décimo oitavo álbum de estúdio da banda de rock americana Santana, lançado em 15 de junho de 1999 pela Arista Records. Depois que Santana se viu sem uma gravadora em meados da década de 1990, o membro fundador e guitarrista Carlos Santana começou a conversar com o presidente da Arista, Clive Davis, que havia originalmente contratado o grupo para a Columbia Records em 1969. Santana e Davis trabalharam com o homem da A&R Pete Ganbarg, pois Santana queria se concentrar em material pop e amigável ao rádio. O álbum apresenta colaborações com vários artistas convidados contemporâneos, incluindo Rob Thomas, Eric Clapton, Eagle-Eye Cherry, Lauryn Hill, Dave Matthews, Maná e CeeLo Green.
Supernatural foi um enorme sucesso comercial em todo o mundo, gerando interesse renovado na música de Santana. Alcançou o primeiro lugar em onze países, incluindo os EUA por 12 semanas não consecutivas, onde é certificado 15x platina. O primeiro dos seis singles do álbum, "Smooth" com o cantor do Matchbox Twenty Rob Thomas, e coescrito por Thomas e Itaal Shur, foi um sucesso número um no mundo todo e liderou a parada Billboard Hot 100 por 12 semanas. O próximo, "Maria Maria", com o Product G&B, foi número um nos EUA por 10 semanas. Supernatural é o álbum mais vendido de Santana até hoje, o álbum mais vendido de um artista hispânico na história da música e um dos álbuns mais vendidos de todos os tempos, vendendo cerca de 30 milhões de cópias em todo o mundo.
No Grammy Awards de 2000, Supernatural ganhou nove prêmios Grammy, quebrando o recorde de Thriller de Michael Jackson para o álbum mais homenageado. Estes incluíram Álbum do Ano, tornando Carlos o primeiro hispânico a ganhá-lo, e Melhor Álbum de Rock. Smooth ganhou Canção do Ano, no entanto, o prêmio foi para Rob Thomas e Itaal Shur. Santana também ganhou três prêmios Grammy Latinos, incluindo Gravação do Ano. Em 2025, foi introduzido no Hall da Fama do Grammy.

## Faixas
1. "(Da Le) Yaleo"
2. "Love of My Life" (part. Dave Matthews e Carter Beauford)
3. "Put Your Lights On" (part. Everlast)
4. "Africa Bamba"
5. "Smooth" (part. Rob Thomas)
6. "Do You Like the Way" (part. Lauryn Hill e CeeLo Green)
7. "Maria Maria" (part. The Product G&B)
8. "Migra"
9. "Corazón Espinado" (part. Maná)
10. "Wishing It Was" (part. Eagle-Eye Cherry)
11. "El Farol"
12. "Primavera"
13. "The Calling" (part. Eric Clapton)
14. "Day of Celebration" (faixa bônus)

- "Day of Celebration" não está listada oficialmente, por ser uma faixa bônus; é antecedida por 12 segundos de silêncio após a faixa anterior, "The Calling"; tecnicamente, faz parte desta, o que a faz totalizar uma duração de 12:28.

## Músicos

#### "(Da Le) Yaleo"
- Guitarra - Carlos Santana
- Teclado - Chester Thompson
- Baixo - Benny Rietveld
- Bateria - Billy Johnson
- Percussão - Karl Perazzo
- Congas - Raul Rekow
- Vocais - Carlos Santana, Karl Perazzo, Tony Lindsay
- Trombone - Jose Abel Figueroa, Mic Gillette
- Trompete - Marvin McFadden, Mic Gillette

#### "Love of My Life"
- Guitarra - Carlos Santana
- Vocal - Dave Matthews
- Teclado - George Whitty
- Baixo - Benny Rietveld
- Bateria - Carter Beauford
- Congas e percussão - Karl Perazzo

#### "Put Your Lights On"
- Guitarra solo - Carlos Santana
- Guitarra base e vocal - Everlast
- Teclado - Chester Thompson
- Programação - John Gamble
- Congas e percussão - Carlos Santana
- Baixo - Benny Rietveld

#### "Africa Bamba"
- Guitarra - Carlos Santana
- Teclado - Chester Thompson
- Baixo - Benny Rietveld
- Bateria - Horacio Hernandez
- Percussão - Karl Perazzo
- Congas - Raul Rekow
- Vocal - Carlos Santana
- Vocal de fundo - Karl Perazzo
- Backing vocals - Carlos Santana, Karl Perazzo, Tony Lindsay

#### "Smooth"
- Guitarra solo - Carlos Santana
- Vocal - Rob Thomas
- Teclado - Chester Thompson
- Baixo - Benny Rietveld
- Bateria - Rodney Holmes
- Percussão - Karl Perazzo
- Congas - Raul Rekow
- Trombone - Jeff Cressman, Jose Abel Figueroa
- Trompete - Javier Melendez, William Ortiz

#### "Do You Like The Way"
- Guitarra solo - Carlos Santana
- Lead Vocals - Lauryn Hill, Cee-Lo
- Guitarra base - Francis Dunnery, Al Anderson
- Teclado - Loris Holland
- Programming - Kobie Brown, Che Pope
- Baixo - Tom Barney
- Background Vocals - Lenesha Randolph, Lauryn Hill
- Saxofone e flauta - Danny Wolinski
- Trombone - Steve Toure
- Trompete e fliscorne - Earl Gardner
- Tuba - Joseph Daley

#### "Maria Maria"
- Guitarra - Carlos Santana
- Vocal - The Product G&B
- Vocal extra - Carlos Santana
- Violoncelo - Joseph Herbert
- Viola - Daniel Seidenberg, Hari Balakrisnan
- Violino - Jeremy Cohen

#### "Migra"
- Guitarra e gonzos - Carlos Santana
- Teclado - Chester Thompson
- Programação e acordeão - K. C. Porter
- Baixo - Benny Rietveld
- Bateria - Rodney Holmes
- Percussão - Karl Perazzo
- Congas - Raul Rekow
- Vocais - Tony Lindsay, Karl Perazzo, K. C. Porter
- Trombone - Ramon Flores, Mic Gillette
- Trompete - Jose Abel Figueroa, Marvin McFadden, Mic Gillette

#### "Corazón Espinado"
- Guitarra solo - Carlos Santana
- Vocal - Fher
- Guitarra base - Sergio Vallin
- Teclado - Alberto Salas, Chester Thompson
- Baixo - Juan D. Calleros
- Bateria - Alex Gonzales
- Timbales e percussão - Karl Perazzo
- Congas - Raul Rekow
- Backing vocals - Gonzalo Chomat, Alez Gonzales
- Direção vocal - Jose Quintana

#### "Wishing It Was"
- Guitarra solo e base - Carlos Santana
- Vocal - Eagle-Eye Cherry
- Backing vocals - Chad & Earl
- Teclado - Chester Thompson
- Baixo - Benny Rietveld
- Bateria - Rodney Holmes
- Timbales e percussão - Karl Perazzo
- Congas e percussão - Raul Rekow
- Percussão extra - Humberto Hernandez

#### "El Farol"
- Guitarra solo - Carlos Santana
- Guitarra base & Percussion - Raul Pacheco
- Teclado e programação - K. C. Porter, Chester Thompson
- Baixo - Benny Rietveld
- Bateria - Greg Bissonette
- Timbales - Karl Perazzo
- Congas - Raul Rekow

#### "Primavera"
- Guitarra solo - Carlos Santana
- Guitarra base - J.B. Eckl
- Teclado - K.C. Porter, Chester Thompson
- Programação - K. C. Porter
- Baixo - Mike Porcaro
- Bateria - Jimmy Keegan
- Timbales e percussão - Karl Perazzo
- Congas e percussão - Luis Conte
- Vocal - K. C. Porter
- Backing vocals - K. C. Porter, Fher, Tony Lindsay, Carlos Santana, Karl Perazzo
- Tradução em espanhol - Chein Garcia Alonso

#### "The Calling"
- Guitarras base e solo - Eric Clapton, Carlos Santana
- Teclado - Chester Thompson
- Programação - Mike Mani
- Percussão - Carlos Santana
- Vocais - Tony Lindsay, Jeanie Tracy
- Edição no Pro Tools - Andre for Screaming Lizard